# Transports en Vaucluse
Les transports dans le département français du Vaucluse sont caractérisés par le dense réseau d'infrastructures composant le vaste système de communications entre la plaine languedocienne au sud-ouest, la vallée du Rhône au nord et la Provence au sud-est, dans ce que certains auteurs qualifient de carrefour du Bas-Rhône et dont l'ouest du Vaucluse forme le cœur. La région d'Avignon est le carrefour de trois autoroutes à 2x3 voies (A7 vers Lyon, A7 vers Marseille et A9 vers Montpellier et l'Espagne), de trois lignes ferroviaires à grande vitesse (connues sous le nom de branches de la LGV Méditerranée) et d'un des principaux axes du transport fluvial en France, le Rhône.
À une échelle plus locale, si l'ouest du département, densément peuplé, est équipé d'infrastructures nombreuses et possède une importante offre de transport en commun, l'est du Vaucluse est nettement moins doté.

## Transport routier

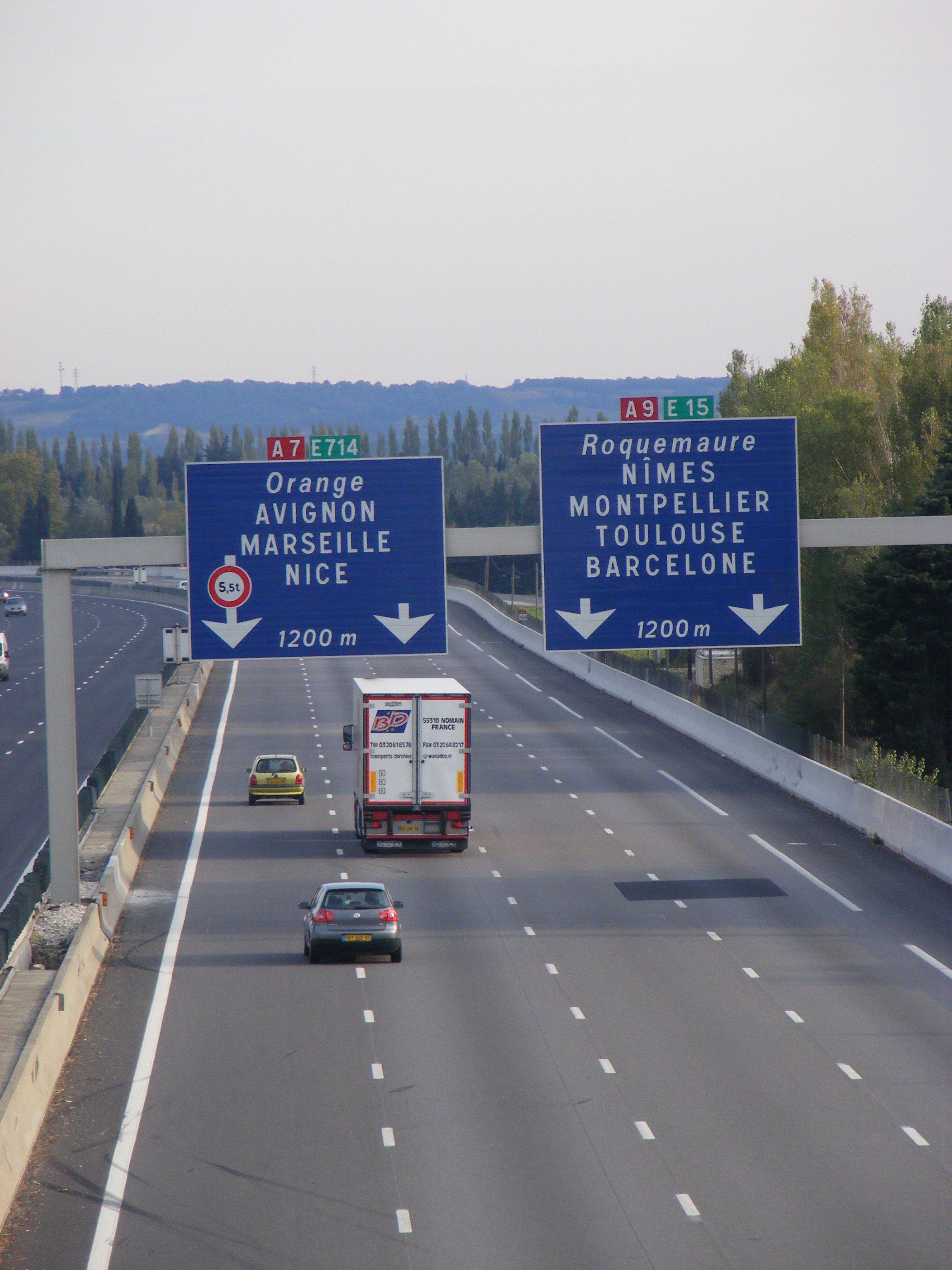
Panneaux annonçant l'échangeur des autoroutes A7 et A9 au nord d'Orange en 2007.

### Infrastructures routières
Deux des plus importantes autoroutes de France, l'A7 et l'A9, se séparent près d'Orange. À deux fois trois voies (sauf quelques kilomètres de l'A9) et à péage, ces autoroutes relient le Vaucluse à Lyon et Paris au nord, Marseille et la Côte-d'Azur au sud-est, Montpellier et l'Espagne au sud-ouest. Elle supportent un lourd trafic, de 39 000 à 84 000 véhicules/jour selon les sections dans le département.
L'ouest du département, densément peuplé et composé de plusieurs agglomérations proches les unes des autres, possède en outre un dense réseau local de voies rapides, voies express et routes de contournement des agglomérations, comme la route départementale 942 entre Avignon et Carpentras, la route nationale 7 entre Avignon et l'A7 ou la route départementale 901 entre Avignon et L'Isle-sur-Sorgue.
Peu d'aménagements comparables existent dans l'est du département ; seul l'extrême sud-est du Vaucluse, et notamment la commune de Pertuis, est desservi par l'autoroute A51.

### Transport collectif de voyageurs
Le Vaucluse est desservi par le réseau régional de transport routier Zou !, qui compte 25 lignes dans le département.

## Transport ferroviaire

### Historique

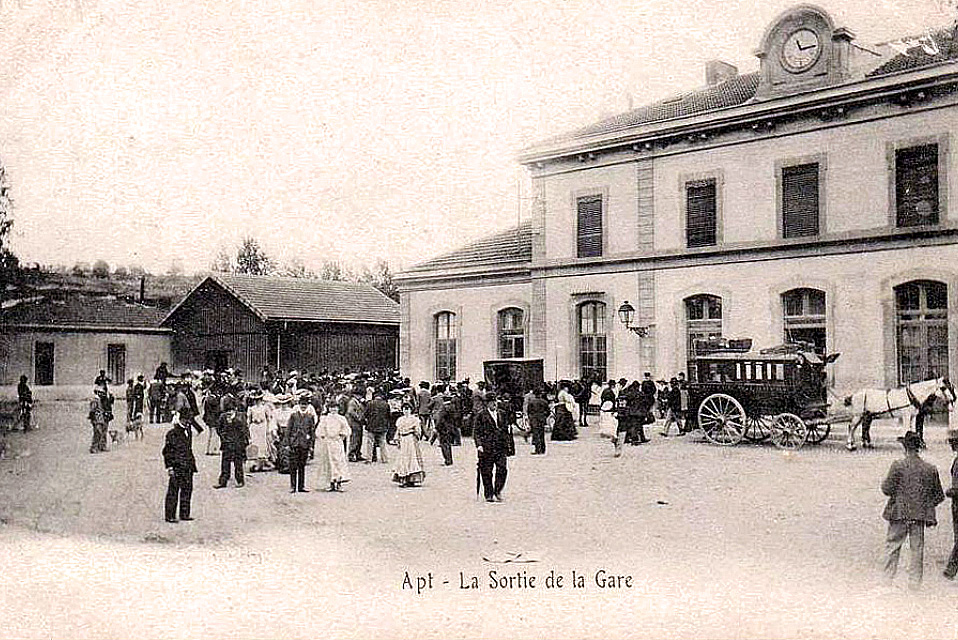
Le parvis de la gare d'Apt au début du XXe siècle.

Une ligne de Marseille à Avignon, embryon de la future « ligne impériale » de Paris-Lyon à Marseille-Saint-Charles, est la première à atteindre le Vaucluse par un pont sur la Durance mis en service en 1849 ; cette ligne est prolongée cinq ans plus tard jusqu'à Valence, et l'intégralité du parcours de Marseille est ouvert au trafic en 1856. Le réseau d’intérêt général a été développé dans le département par la Compagnie des chemins de fer de Paris à Lyon et à la Méditerranée (PLM). À la veille de la Première Guerre mondiale, le chemin de fer d’intérêt général atteignait la plupart des villes et bourgs du département, dont Apt, Avignon, Bollène, Cadenet, Carpentras, Cavaillon, L'Isle-sur-la-Sorgue, Mondragon, Orange, Pertuis, Sorgues et Vaison-la-Romaine. Certaines communes importantes, comme Malaucène ou Sault, ne seront cependant jamais atteintes par le train.
Dans les années 1900, plusieurs tronçons de ligne existants sont raccordés et modernisés pour permettre la création d'un second axe ferroviaire à double voie de la vallée du Rhône, croisant le premier, saturé, à Avignon. Les deux axes, par Orange et Arles et par la rive droite et Cavaillon, seront électrifiés entre la fin des années 1950 et la fin des années 1970. En 1982, le TGV entre en gare d'Avignon, mais la véritable révolution a lieu en 2001 avec l'ouverture de la LGV Méditerranée qui fait d'Avignon un carrefour de lignes à grande vitesse, et met la nouvelle gare d'Avignon TGV à 2 h 40 de Paris.
Le Vaucluse est l'un des rares départements français à n'avoir jamais eu de chemins de fer d’intérêt local, bien que la ligne d'Orange à Buis-les-Baronnies, classée d'intérêt général, ait eu des caractéristiques techniques similaires à celles des chemins de fer d'intérêt local.
|                                             |
| Le réseau ferroviaire à son apogée en 1930. |

|                                     |
| Le réseau ferroviaire de nos jours. |

|                                                    |
| Carte animée de l’évolution du réseau ferroviaire. |

### Situation actuelle

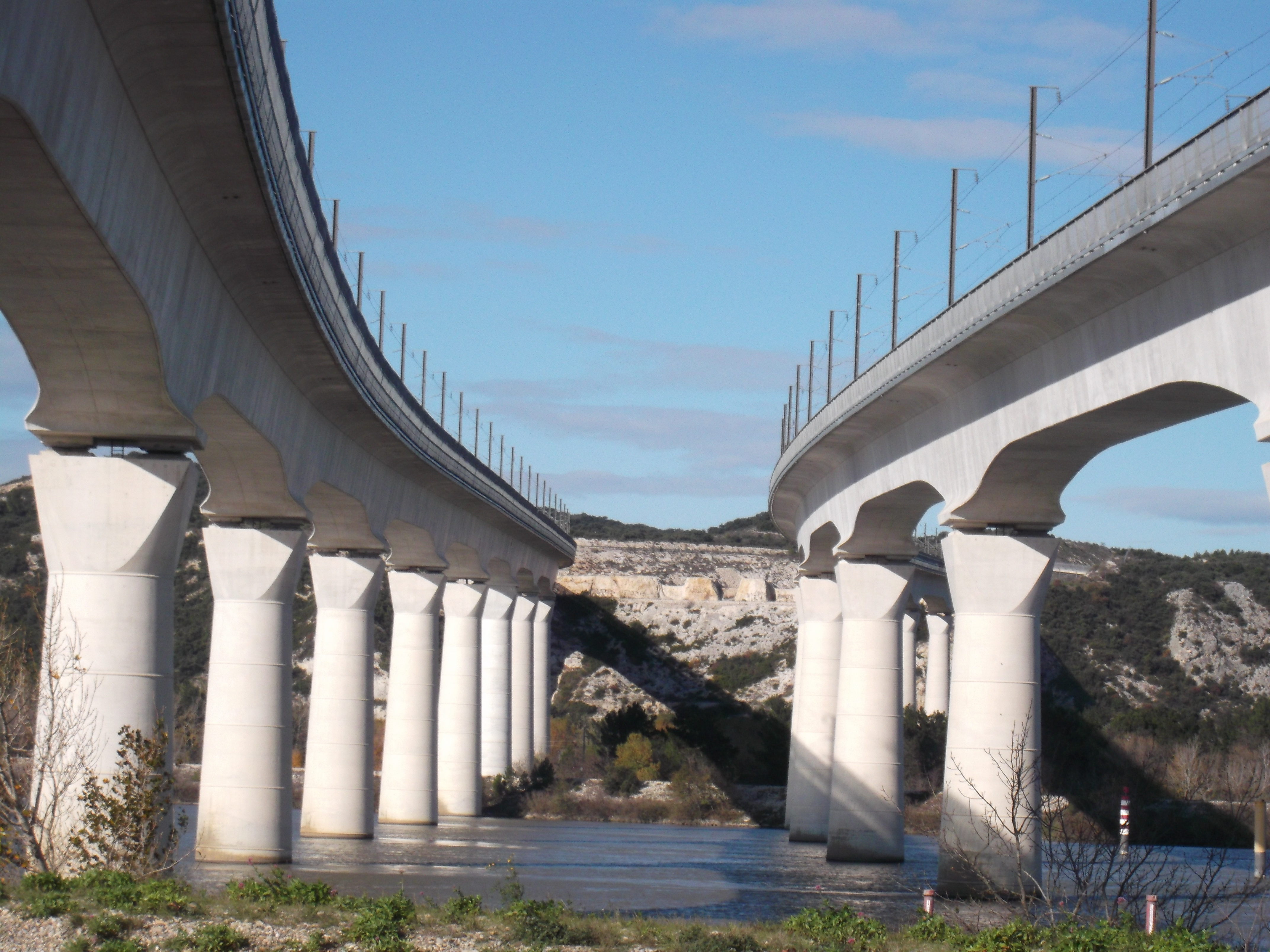
Le double viaduc TGV d'Avignon permet à la LGV Méditerranée de franchir le Rhône près de la Cité des Papes.

Les principales gares de voyageurs sont celles d'Avignon TGV et Avignon-Centre, avec une fréquentation annuelle de 4 095 000 et 2 302 000 voyageurs respectivement en 2019.
Depuis son ouverture en 2001, la LGV Méditerranée constitue le principal axe de transport de voyageurs de longue distance desservant le département. Son trafic est principalement constitué de TGV inOui et Ouigo desservant la gare d'Avignon TGV.
Celle-ci est reliée par la « virgule d'Avignon » à la gare d'Avignon-Centre, cœur d'une étoile ferroviaire avec des branches vers Orange et Lyon, Carpentras, Marseille par Cavaillon, Marseille par Arles, Nîmes par Beaucaire, Nîmes par Remoulins et Pont-Saint-Esprit (ces deux dernières branches, longtemps réservées au trafic de fret, ont été rouvertes au trafic des voyageurs en 2022). Ces lignes sont parcourues par des trains TER Provence-Alpes-Côte d'Azur, circulant sous la marque régionale Zou !

## Transport fluvial
Le Rhône, qui forme la limite ouest du département, est l'un des principaux axes du transport fluvial en France, canalisé à grand gabarit (classe V CEMT). Le port de commerce d'Avignon - Le Pontet est le principal port du département et le deuxième de la vallée du Rhône, avec un trafic de 200 000 tonnes en 2019.

## Transport aérien
L'aéroport d'Avignon-Provence n'est plus desservi (en 2023) par des vols réguliers, mais reste utilisé par des vols charters, d'affaires, de tourisme ou de loisirs.
Les aérodromes d'Avignon - Pujaut, Carpentras, Orange Plan de Dieu et Valréas - Visan sont dédiés à l'aviation légère de tourisme et de loisirs.

## Transports en commun urbains et périurbains

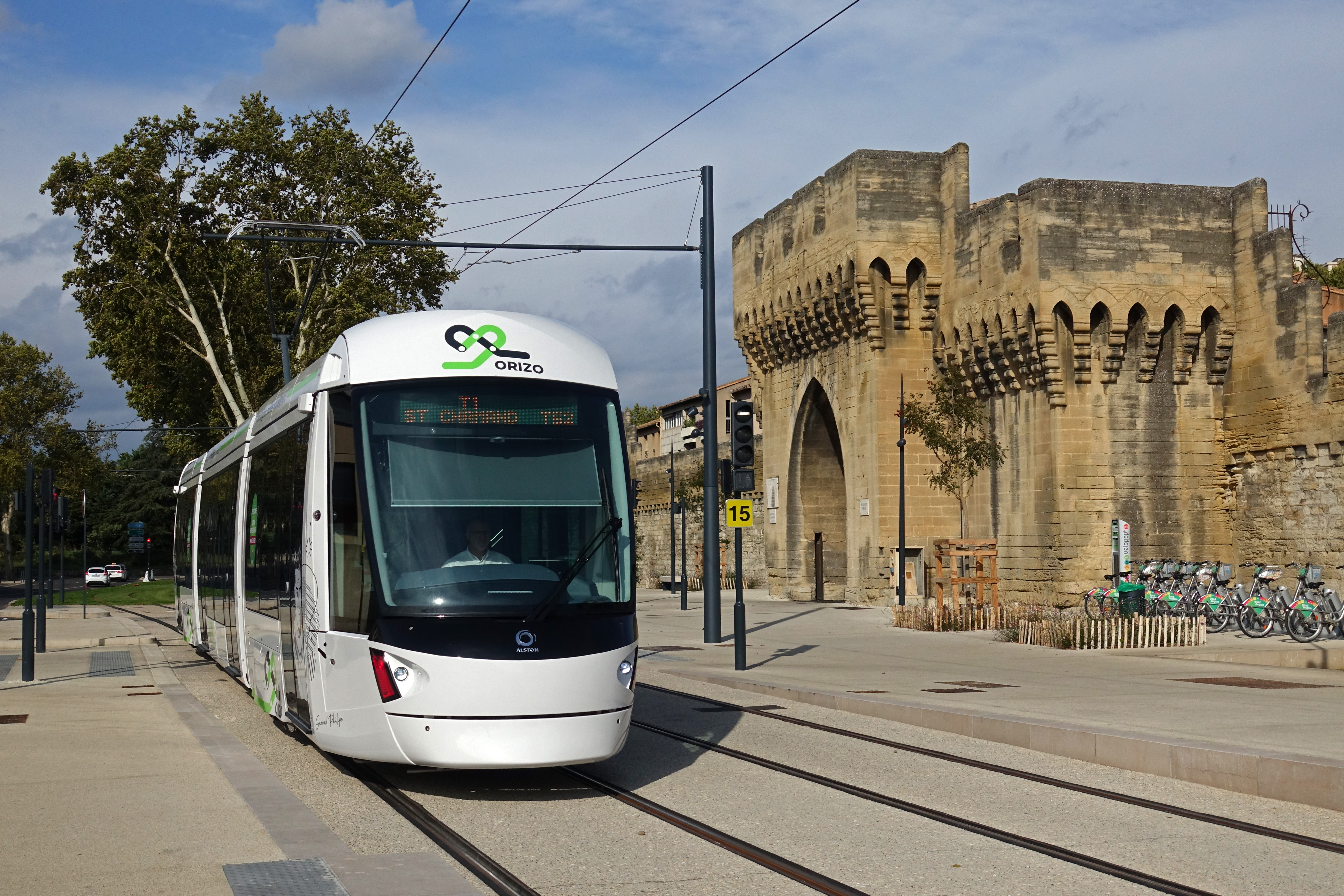
Une rame Alstom Citadis Compact du tramway d'Avignon devant les remparts d'Avignon en 2019.

Le Grand Avignon, la communauté d'agglomération Ventoux-Comtat-Venaissin, la communauté d'agglomération Luberon Monts de Vaucluse, les communes de Bollène, Orange et Sorgues et la métropole d'Aix-Marseille-Provence  (à laquelle appartient la commune vauclusienne de Pertuis) sont autorités organisatrices de la mobilité sur leur territoire et organisent des services de transport dans leur ressort territorial.
Le principal réseau de transports en commun est le réseau Orizo, avec une ligne de tramway, quatre lignes de bus à haut niveau de service et 27 autres lignes commerciales de bus organisées autour d'Avignon. Avant sa réapparition en 2019 dans la Cité des Papes, un tramway avait déjà circulé à Avignon entre 1899 et 1932.
Le réseau Trans'Cove (Carpentras) compte une dizaine de lignes régulières d'autobus.
Les réseaux C'mon bus (Cavaillon), TUB (Bollène), TCVO (Orange) et Sorg'en bus (Sorgues) sont moins développés, avec deux à quatre lignes d'autobus chacun.

## Modes actifs
Le département est traversé par plusieurs voies vertes, véloroutes et sentiers de grande randonnée.
Le Grand Avignon organise un système de vélos en libre-service sous la marque Vélopop'.